# Sai da Frente
Sai da Frente é um filme brasileiro, do gênero comédia, produzido pela Companhia Cinematográfica Vera Cruz. Foi lançado em 25 de junho de 1952, marcando a estréia de Mazzaropi nos cinemas, até então artista de sucesso no circo, rádio e televisão. Seu grande sucesso comercial tirou temporariamente a produtora das dificuldades financeiras.

## Sinopse
Isidoro é dono de um caminhão, apelidado nome de Anastácio. Seu principal amigo é um cão chamado Coronel, interpretado pelo cão Duque, famoso astro da Vera Cruz. O filme se desenrola no decorrer de um dia, após o protagonista ser contratado para transportar alguns móveis para Santos. Descendo a serra pela Via Anchieta, até atingir o grande porto, Isidoro provoca inúmeras situações cômicas, que se iniciam com a descoberta de uma jovem noiva, que fugiu em pleno cortejo de seu casamento, escondida num armário. No final deu tudo certo.

## Elenco

### Elenco Principal
| Ator                      | Personagem                                             |
| ------------------------- | ------------------------------------------------------ |
| Amácio Mazzaropi          | Isidoro Copepicola                                     |
| Ludy Veloso               | Maria                                                  |
| Leila Parisi              | Dalila (artista do circo)                              |
| A.C.Carvalho              | Eufrásio (Seu Gato)                                    |
| Nieta Junqueira           | Xantipa (Dona Gata)                                    |
| Solange Rivera            | Noiva Fugitiva                                         |
| Luiz Calderaro            | Politico do discurso                                   |
| Vicente Leporace          | Bêbado mais velho                                      |
| Luís Linhares             | Bêbado mais jovem                                      |
| Francisco Arisa           | golpista do bilhete premiado                           |
| Xandó Batista             | funcionário da repartição pública                      |
| Modesto de Souza          | Tobias Januário (funcionário da repartição pública)    |
| Bruno Barabani            | Sansão (artista do circo)                              |
| Danilo de Oliveira        | Dr. Crisóstomo Cristobam (aparece apanas em foto)      |
| Renato Consorte           | Funcionário do setor de Menores abandonados            |
| Francisco Sá              | Funcionário fazendo palavras cruzadas                  |
| Príncipes da Melodia      | grupo musical na cena do bar                           |
| José Renato Pécora        | Motorista gago                                         |
| Joe Kantor                | dono da oficina que empresta telefone a Isidoro        |
| Milton Ribeiro            | Guarda trânsito                                        |
| Jordano Martinelli        | Morador do Beco do Conforto                            |
| Isabel Santos             | Moradora do Beco do Conforto                           |
| Maria Augusta Costa Leite | Moradora do Beco do Conforto                           |
| Labiby Madi               | Moradora do Beco do Conforto                           |
| Galileu Garcia            | homem levando criança para creche (repartição pública) |
| Ayres Campos              | homem na briga do bar                                  |

### Elenco de apoio
- Liana Duval
- Jaime Pernambuco
- Carlo Guglielmi
- Toni Rabatoni
- Dalmo de Melo Bordezan
- José Scatena
- Vitório Gobbis
- Ovídio Melo - malabarista do circo
- Martins Melo - malabarista do circo
- Great George - Mister George (mágico do circo)
- Rosa Parisi
- Carmem Muller
- Annie Berrier
- Nôemia Soares
- Antônio Dourado
- Duque - Coronel (cão de Isidoro)
- menina Tita -  Tina  (filha de Isidoro)
- Abílio Pereira de Almeida - dono do circo

## Premiações
- Prêmio Saci de 1952, como melhor atriz secundária, para Ludy Veloso.[5]